# El espejo (película de 1943)
El espejo es una película argentina en blanco y negro dirigida por Francisco Mugica sobre un guion de Carlos A. Olivari y Sixto Pondal Ríos] que se estrenó el 16 de junio de 1943 y que tuvo como protagonistas a Mirtha Legrand, Roberto Airaldi y Alicia Barrié.

## Sinopsis
Una mujer rememora ante el espejo su pasado romántico y el sacrificio que realizó en beneficio de su madre y de su hermana.

## Reparto
- Mirtha Legrand
- Roberto Airaldi
- Alicia Barrié
- Tito Gómez
- Ana Arneodo
- Rafael Frontaura
- María Santos
- Tilda Thamar
- Jorge Salcedo
- Quico Moyano
- Martín Zabalúa (padre)
- Liana Noda
- César Mariño
- Carlos Montalbán

## Comentarios
Manrupe y Portela destacan la buena ambientación que tiene la película pero dicen que este melodrama de época no ha soportado bien el transcurso del tiempo. Por su parte el crítico Calki escribió en su momento en el diario El Mundo que:

"Lo original no está en la raíz del tema, sino en su desarrollo, de finos matices. Quizás en los actos finales decrezca un tanto en calidad, pero al orillar el melodrama, lo que pierde en pureza lo gana en eficacia emotiva"